# Ochotona koslowi
Il pica di Koslov (Ochotona koslowi Büchner, 1894) è un mammifero lagomorfo della famiglia degli Ocotonidi.
A dispetto del nome, che potrebbe far pensare ad una diffusione dell'animale in Russia, la specie è endemica dell'altopiano tibetano, dove colonizza le aree di tundra.
Mentre il mantello invernale è perlopiù uniformemente grigio-biancastro, in estate compaiono sfumature color ruggine su tutta la parte dorsale del corpo.

Rispetto alle altre specie di pica, questi animali presentano occhi posti molto più frontalmente rispetto al cranio: questo perché gli sbocchi delle tane di questi animali, scavate nel terreno brullo, sono perlopiù verticali, perciò avendo occhi posti molto frontalmente (seppur posti ai due lati del cranio, come in tutti i lagomorfi) l'animale evita di dover sporgere tutta la testa al di fuori della tana per poter controllare cosa accade nel proprio territorio, che si estende per un raggio di circa 200 m attorno a quest'ultima.
Si tratta di animali diurni: durante le ore di attività, che sono principalmente quelle del primo mattino e del crepuscolo, questi animali passano il tempo a nutrirsi, sorvegliare il territorio per scoprire eventuali pericoli od intrusi (in questi casi emettono i caratteristici fischi) ed ammassare cibo da essiccare e conservare per l'inverno: si tratta infatti di specie attive durante tutto l'anno, che quindi necessitano di un apporto di cibo costante. Qualora le riserve accumulate in estate finiscano, cosa che peraltro accade piuttosto sovente, questi animali sono costretti ad uscire dalla tana per procacciarsi di che vivere, spesso scavando tunnel al di sotto del manto nevoso depositatosi per sfuggire ai predatori.

La riproduzione avviene nel periodo caldo, fra la primavera e l'estate: la femmina ha una gestazione ed un periodo di allattamento pari a un mese, ed essendo essa in grado di concepire a distanza di pochi giorni dal parto, partorisce nuovamente subito dopo lo svezzamento della nidiata precedente. In questo modo, ciascuna femmina è in grado di generare una quindicina di cuccioli l'anno, che controbilanciano le forti perdite che questa specie subisce. Solo il 15% dei cuccioli, infatti, sopravvive al primo inverno, e di questi solo l'1% circa oltrepassa anche il secondo.